# Mediterranean Sky
Die Mediterranean Sky war ein griechisches Fährschiff, das 1953 als Kombischiff unter dem Namen City of York für die britische Ellerman Line in Dienst gestellt wurde. Die 1996 außer Dienst gestellte Mediterranean Sky lag seit 1999 in der Bucht von Eleusis, wo sie 2003 kenterte. Ihr mehr als zur Hälfte versunkenes Wrack ist dort bis heute zu sehen.

## Geschichte

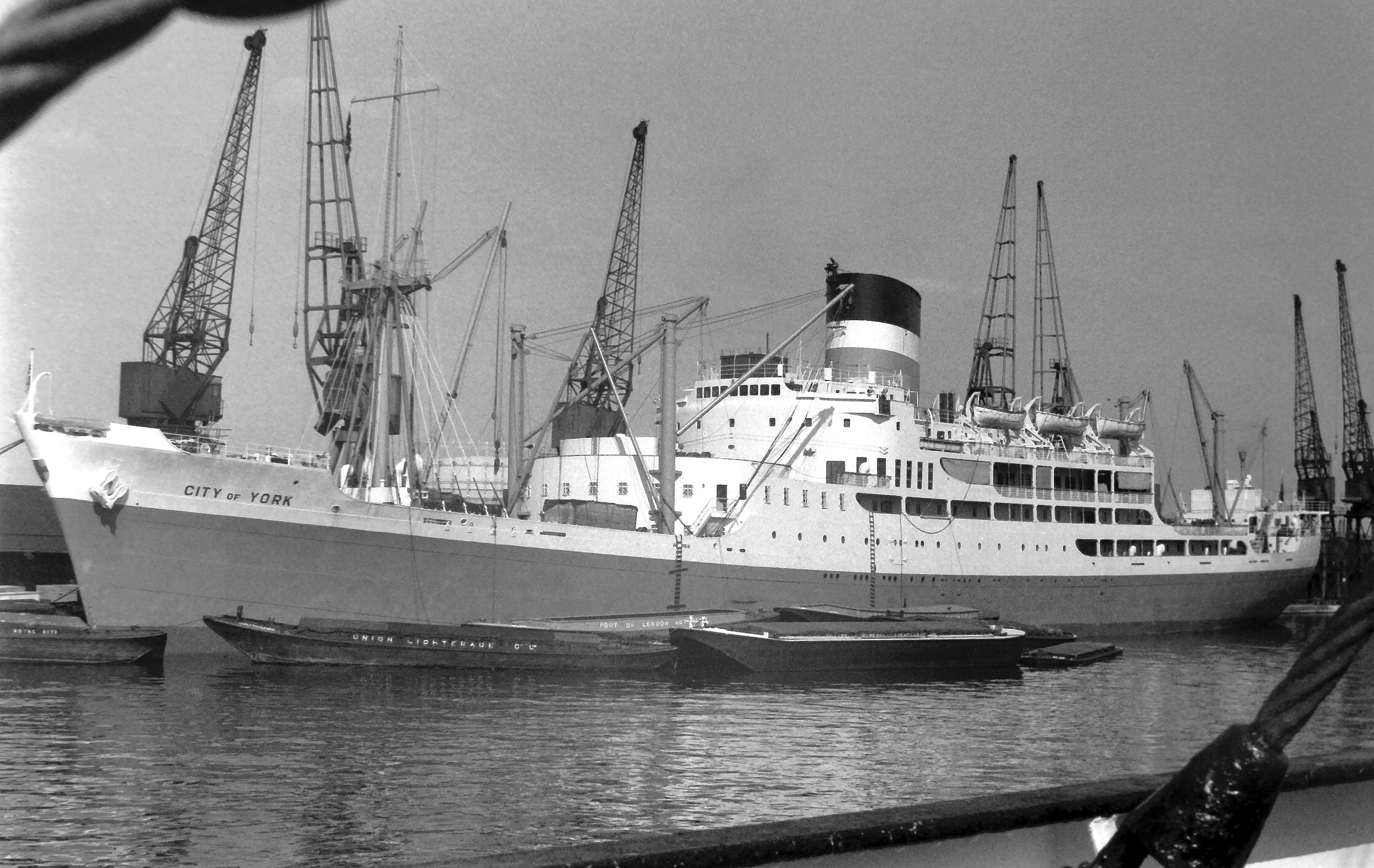
Die City of York 1967 in London

Die City of York wurde unter der Werftnummer 122 bei Vickers-Armstrongs in Newcastle gebaut und am 30. März 1953 vom Stapel gelassen. Im November 1953 nahm das im Oktober an die Ellerman Line abgelieferte Schiff den Liniendienst von London nach Beira auf.
Die City of York war Teil einer aus vier Einheiten bestehenden Baureihe von Kombischiffen, die als Ellerman Quartet bezeichnet wurden. Die Schwesterschiffe der City of York waren die 1952 in Dienst gestellte City of Port Elizabeth (1980 abgewrackt), die 1953 in Dienst gestellte City of Exeter (1998 abgewrackt) und die 1954 in Dienst gestellte City of Durban (1974 abgewrackt).

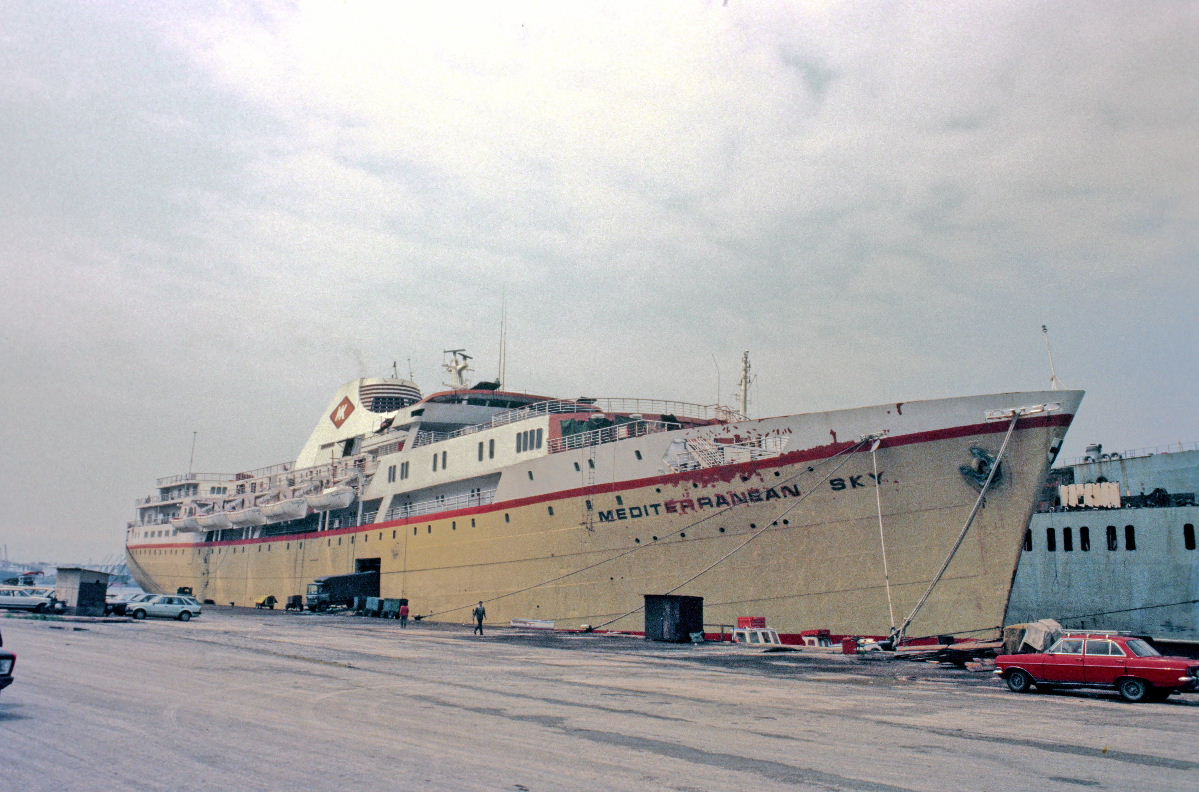
Die Mediterranean Sky während Renovierungsarbeiten in Perama, 1986

Die folgenden achtzehn Jahre befuhr die City of York diese Route, bis sie 1971 an die griechische Reederei Karageorgis Lines verkauft wurde. In den folgenden drei Jahren wurde das Schiff in Perama zur Fähre umgebaut und schließlich 1974 als Mediterranean Sky auf der Strecke von Ancona nach Rhodos in Dienst gestellt. 1994 wechselte es auf die Strecke von Patras nach Ancona. Zur Ausstattung der Mediterranean Sky gehörte unter anderem zwei Pools, zwei Restaurants, diverse Bars und Lounges und Geschäfte. Alle Kabinen waren klimatisiert und verfügten über eine eigene Nasszelle. Ausstattung und Service waren mit Kreuzfahrtschiffen der Epoche vergleichbar.
Das Schwesterschiff City of Exeter wurde 1971 als Mediterranean Sea ebenfalls von Karageorgis zur Fähre umgebaut und stand zwanzig Jahre lang neben der Mediterranean Sky im Einsatz. Am 9. Juli 1998 traf das Schiff zum Abwracken im türkischen Aliağa ein.

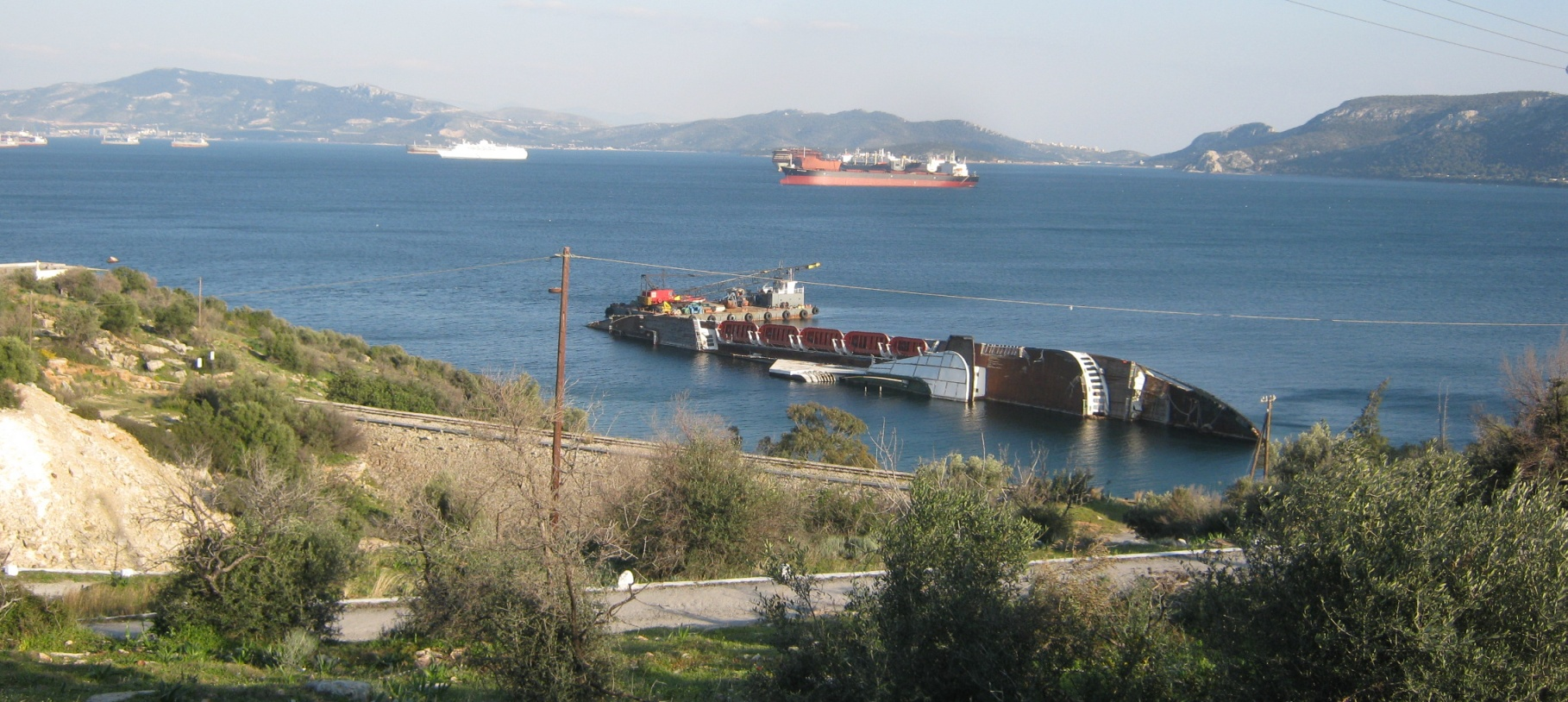
Das gekenterte Schiff

Nach einem Streik der Besatzung der Mediterranean Sky am 10. August 1996 wurde das 43 Jahre alte Schiff ausgemustert und in Patras aufgelegt. Grund hierfür waren finanzielle Schwierigkeiten der Karageorgis Lines, aufgrund derer die Mediterranean Sky kurz darauf in Patras arrestiert wurde. Am 15. Februar 1999 brachten Schlepper das Schiff zum weiteren Aufliegen nach Eleusis, wo es gemeinsam mit mehreren weiteren ausgemusterten Passagierschiffen auf einen neuen Käufer wartete.
Am 26. November 2002 bekam die Mediterranean Sky aus ungeklärter Ursache zunehmend Schlagseite und wurde deshalb in flachere Gewässer gezogen, um ein vollständiges Sinken zu verhindern. Im Januar 2003 kenterte das knapp fünfzig Jahre alte Fährschiff im flachen Gewässer, nachdem nichts gegen den Wassereinbruch und die steigende Schlagseite unternommen wurde.
Das in einer kleinen Uferbucht in der Nähe der Elefsina Shipyard liegende Wrack der Mediterranean Sky (Position 38° 1′ 28″ N, 23° 29′ 21″ O) ist leicht zugänglich und deshalb ein beliebtes Ziel für Touristen. Pläne zur Verschrottung des Wracks wurden bisher noch nicht umgesetzt.
2019 veröffentlichte die deutsche Sprayer-Gruppe 1UP auf YouTube ein Video, das zeigt, wie sie das gekenterte Schiff besprühte und sich mit Hilfe von Streichfarbe auf dem Rumpf verewigte.